# Complesso dell'Eremo dei Camaldoli

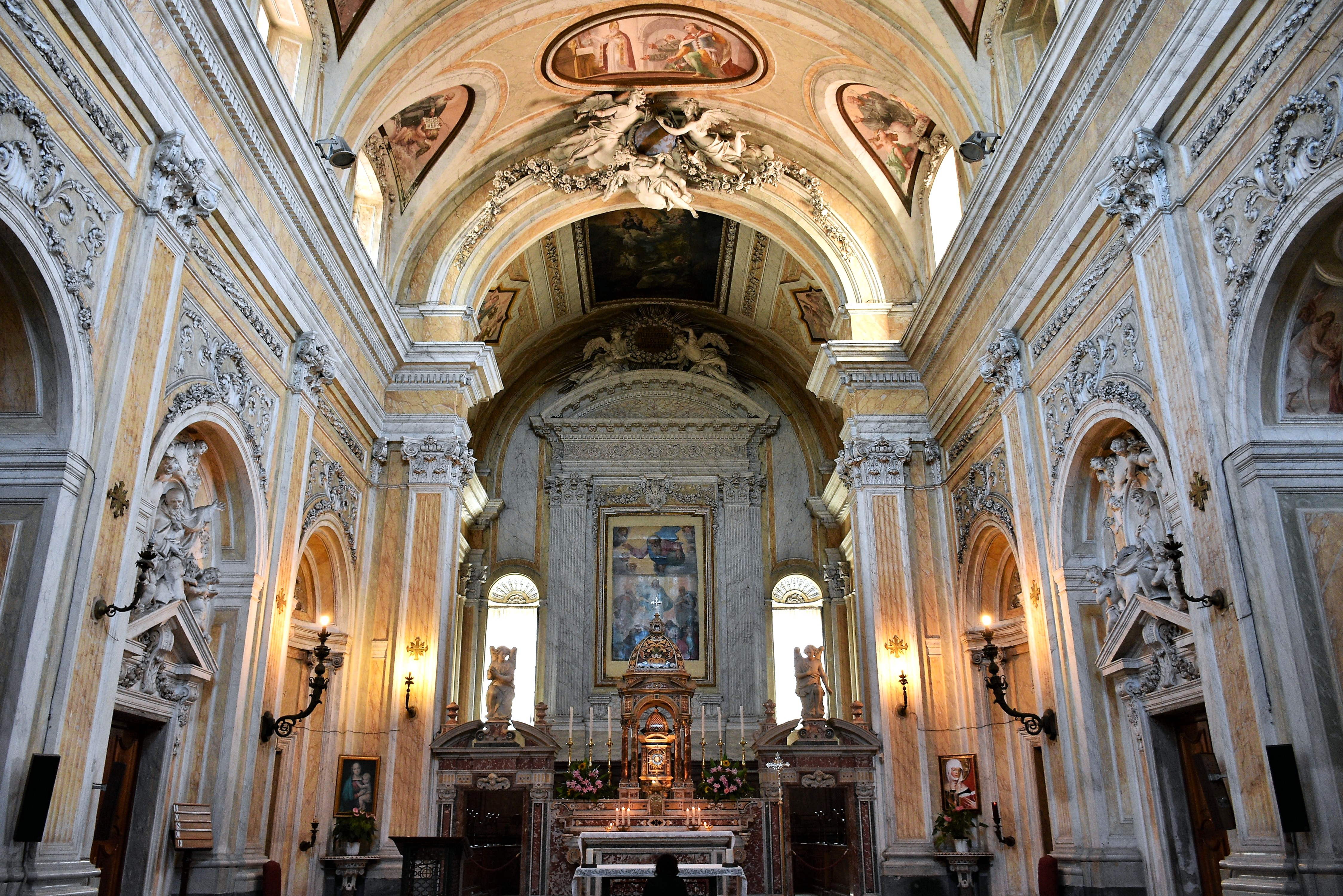
L'interno della chiesa

Il complesso dell'Eremo dei Camaldoli è un monumentale complesso storico ed artistico di Napoli; si erge sulla collina dei Camaldoli.
Dall'eremo si gode un panorama suggestivo sul golfo di Napoli e i monti circostanti. Un panorama che spazia dalle isole d'Ischia, Capri e Procida, alle isole pontine (Ventotene e Ponza), alla costa laziale meridionale, al promontorio del Circeo (nella provincia di Latina, Lazio), ai monti del massiccio del Matese che separa la Campania dal Molise.

## Storia
Venne fondato nel 1585 da Giovanni d'Avalos, figlio di Alfonso III d'Avalos. Fu eretto sul luogo dove già esisteva un’antica cappella fondata da San Gaudioso, intorno al 439 d.C., e dedicata alla trasfigurazione di Gesù Cristo, per cui l’Eremo è intitolato al SS.Redentore. Un grande arco è custode del vano d'ingresso, in alto, c'è lo stemma dei Camaldolesi; e da qui si accede poi alla chiesa, costruita sulle rovine dell'antica cappella; quest'ultima è affiancata dalla grande torre campanaria e da un belvedere suddiviso in due aree, la prima per i monaci e l'altra per i visitatori.
Il complesso, durante l'arco della sua storia, è stato soppresso due volte: la prima per volere di Napoleone nel 1807 e la seconda per volere dei Savoia nel 1866. Nel 1885, l'eremo ritornò ad essere gestito dai Benedettini Camaldolesi. Attualmente il complesso è retto dalle suore brigidine.
L'edificio è stato progettato da Domenico Fontana ed è grazie a lui se la struttura religiosa presenta caratteristiche tardo-rinascimentali.

## La chiesa
Alla chiesa si accede da un bel portale in pietrarsa; il tempio, oltre ad avere testimonianze cinquecentesche, è anche marchiato dagli interventi barocchi.
L'interno è composto da una sola navata e da sei cappelle laterali. L'altare maggiore con il fastoso ciborio venne progettato da Cosimo Fanzago. La volta della navata e quella del coro presentano affreschi di Angelo Mozzillo.
L'Ultima Cena collocata sopra la porta d'ingresso reca la firma di Massimo Stanzione, mentre la Trasfigurazione posizionata alle spalle dell'altare maggiore è attribuita da alcuni a Federico Barocci. Le opere pittoriche visibili nelle cappelle laterali sono di: Agostino Tesauro, Ippolito Borghese, Antiveduto Gramatica, Luigi Rodriguez, Fabrizio Santafede, Giovanni Bernardino Azzolino, Cesare Fracanzano; mentre le varie sculture in stucco che si ammirano lungo la navata sono del sammartiniano Salvatore Di Franco. Tra gli ambienti adiacenti alla chiesa è degna di menzione la Sala del Capitolo, la quale è impreziosita da affreschi e tele di Evangelista Schiano.
Sulla sinistra della struttura religiosa vi sono le sedici celle monastiche, con gli orti e i giardini. L'eremo, inoltre, possiede una fornita biblioteca, una foresteria ed un refettorio.
Il complesso che si erge sulla collina più alta della città, offre quindi stupende vedute del Golfo di Napoli.